# Parch brzoskwini

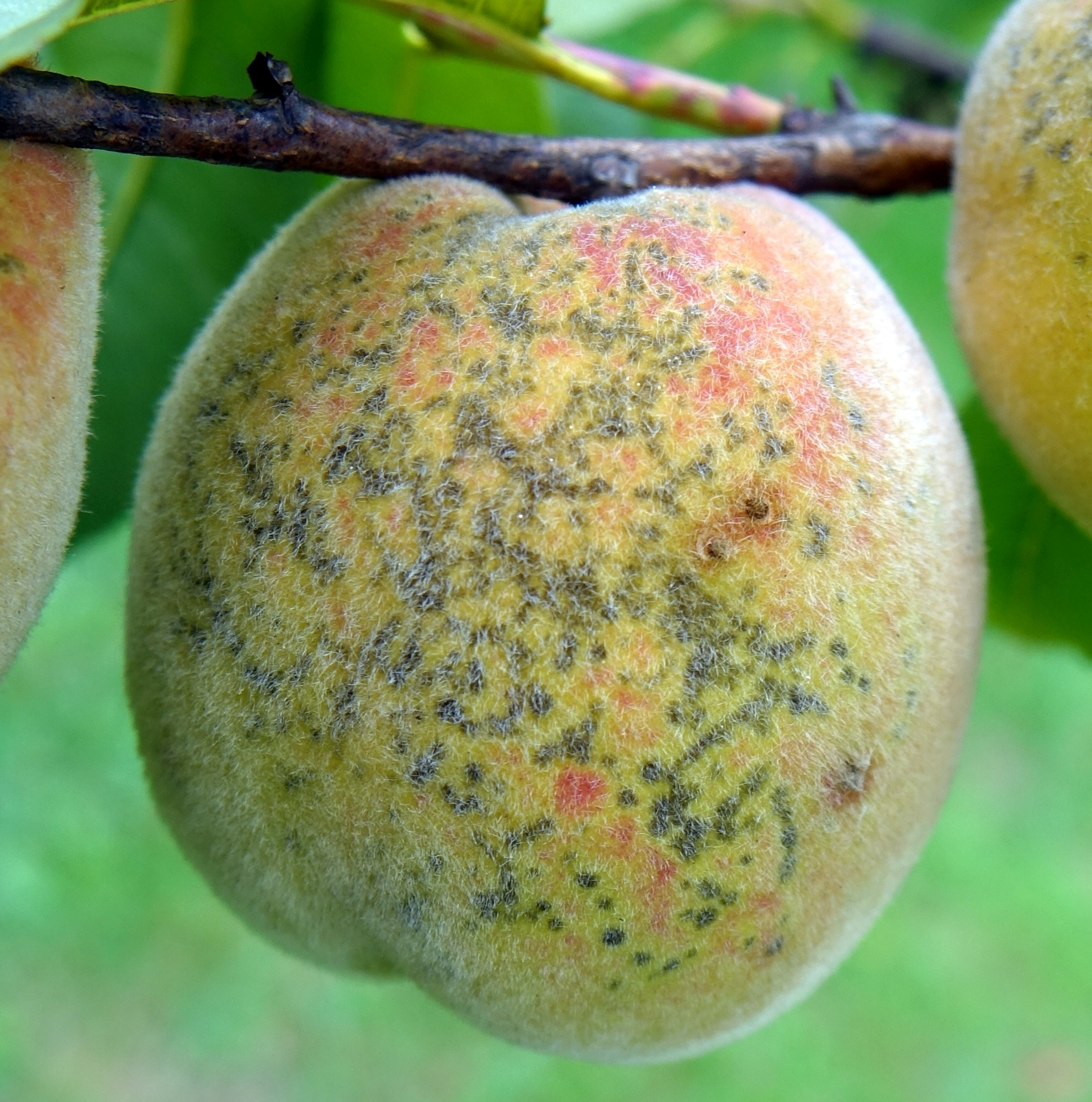
Objawy parcha na owocu

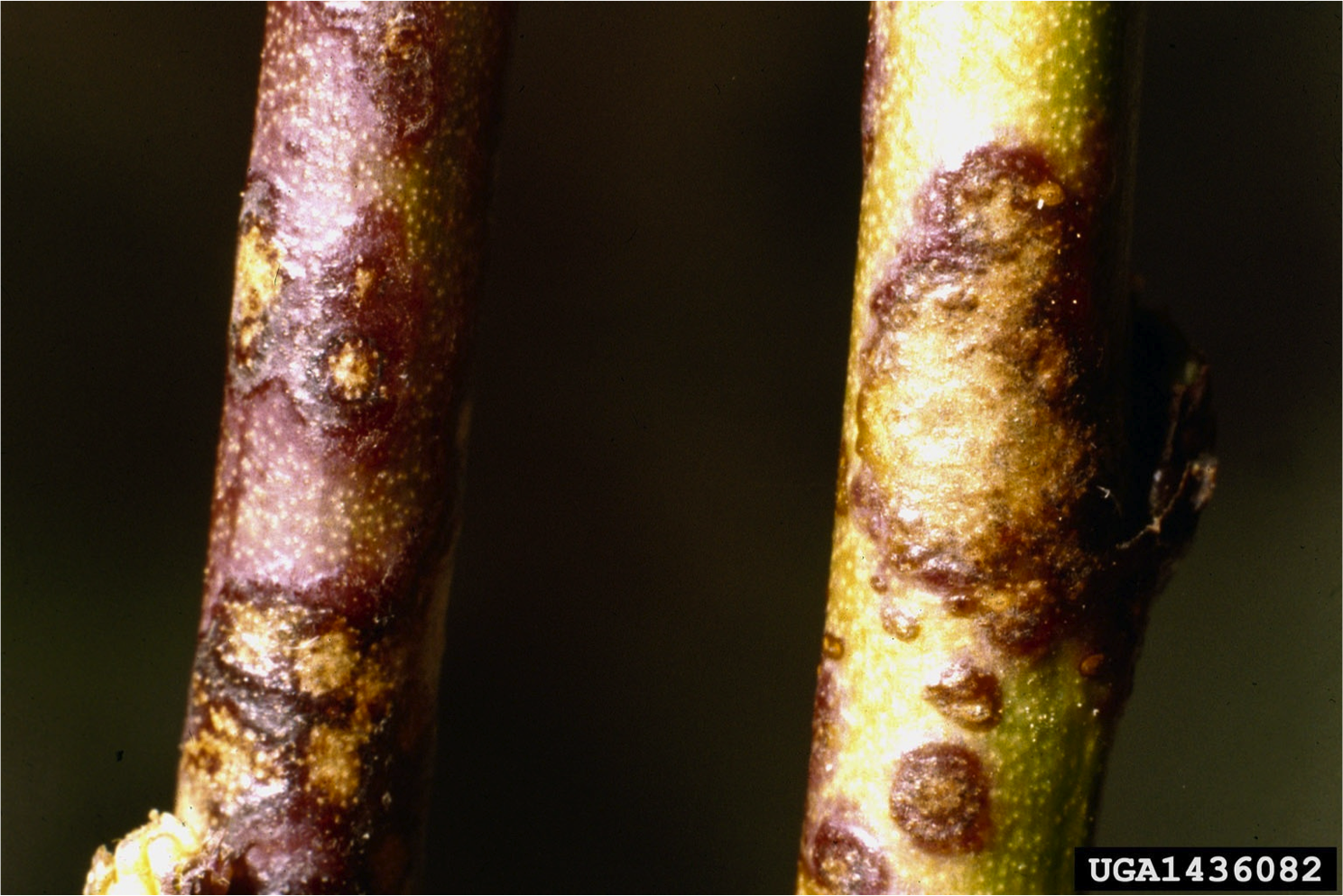
Objawy parcha na pędzie

Parch brzoskwini (ang. black spot of peach, scab of peach) – grzybowa choroba brzoskwini (Persica), wywołana przez Venturia carpophila.

## Występowanie i objawy
Jest to choroba z grupy parchów. Wywołujący ją patogen Venturia carpophila występuje w Ameryce Północnej, Europie, Azji i na Nowej Zelandii. W Polsce choroba jest bardzo pospolita i co roku atakuje brzoskwinie, sporadycznie także inne drzewa pestkowe. Plon z drzew brzoskwini porażonych parchem jest mniejszy i znacznie gorszej jakości. Część owoców gnije jeszcze na drzewie lub wkrótce po zebraniu.
Na skórce porażonych owoców brzoskwini pojawiają się małe, oliwkowe plamy, które z czasem powiększają się i ciemnieją. Wielkość plam zależy od odmian brzoskwini oraz okresu, w którym zostały zainfekowane, i wynosi 1,5–8 mm. Z czasem plamy korkowacieją, a jeszcze później skórka w ich obrębie pęka. Takie owoce gniją wskutek wtórnych zakażeń grzybami wywołującymi zgnilizny. Patogen atakuje także liście i niezdrewniałe pędy brzoskwini. Na pędach powoduje powstanie owalnych, początkowo brunatnych, potem brunatnoczarnych plam. Kora w miejscu plam pęka i powstają strupowate rany. Na dolnej stronie porażonych liści pojawiają się okrągłe, jasnooliwkowe plamy.

## Etiologia i rozwój choroby
Grzybnia patogenu zimuje na porażonych pędach. Wiosną wytwarza zarodniki konidialne, które roznoszone przez wiatr podczas deszczu dokonują infekcji pierwotnych owoców. Zarodniki kiełkują w kropli wody, tworząc grzybnię pomiędzy nabłonkiem a skórką. Bardzo młode zawiązki owoców nie są porażane, gdyż obficie pokryte są kutnerem utrudniającym kontakt zarodników z ich skórką. Grzybnia o oliwkowej barwie wytwarza podkładki, na których powstają konidia. W pełni sezonu wegetacyjnego dokonują one infekcji wtórnych owoców, liści i młodych pędów.
Najlepsze warunki dla rozwoju patogenu to temperatura 16–20 °C. Charakterystyczną cechą jest długi okres inkubacji. Trwa on ponad 40 dni.

## Profilaktyka i zwalczanie
- Wycinanie porażonych pędów,
- prześwietlanie zbyt zagęszczonych koron drzew,
- opryskiwanie fungicydami. Wykonuje się je w czasie przewlekłych deszczów podczas kwitnienia i po kwitnieniu. Stosuje się fungicydy ftalimidowe i benzimidazolowe[4]. W 2022 r. brak zarejestrowanych preparatów do chemicznego zwalczania tej choroby[5].